# Kamenica (Lepoglava)
Kamenica falu Horvátországban Varasd megyében. Közigazgatásilag Lepoglavához tartozik.

## Fekvése
Varasdtól 25 km-re nyugatra, községközpontjától 4 km-re északra fekszik.

## Története
Kamenica első írásos említése Ivan zágrábi főesperes 1334-ben kelt, a zágrábi káptalanhoz tartozó plébániák helyzetéről szóló feljegyzésében található. A településnek ekkor már állt a temploma és működött plébániája is. Kamenica várának romjai a falu központjától száz méterre a Ravna gora felé vezető út bal oldalán találhatók. A vár feltehetően a 13. század második felében, a tatárjárást követően épült. 1399-ben a Cilleiek birtoka lett, akik a 15. század első felében ismeretlen okból lerombolták, 1463-ban már romokban állt. Amikor a Hunyadiak 1457-ben Ulrik grófot Nándorfehérváron meggyilkolták a család kihalt és több más birtokkal együtt Kamenica is bednjai Vitovec Jánosé lett, aki elnyerte a horvát báni tisztséget is. A Vitovecek azonban a Hunyadi Mátyás és III. Frigyes császár közötti viszályban Frigyes pártjára álltak, ezért Mátyás király birtokaikat elvette. Ezután mint királyi birtokot fiának Corvin Jánosnak adta, aki 1500 körül Kamenicát más birtokaival együtt Gyulay Jánosnak adományozta. Corvin János özvegye Frangepán Beatrix grófnő férje halála után a birtokot a lepoglavai pálosoknak adta, ennek jogosságát azonban később a Gyulayak vitatták. 1568-ban a Gyulayak kihaltával I. Miksa császár Kamenicát a trakostyáni uradalommal együtt Draskovich II. Györgynek adományozta. Ezután a pálos rend még 130 évig pereskedett a Draskovichokkal a birtok tulajdonáért. Közben 1641-re felépült az új plébániatemplom, melyet Vinkovich Benedek zágrábi püspök szentelt fel. 1730-ban a báni ítélőtábla a birtokot végleg a Draskovichoknak adta és a család trakostyáni uradalmának része lett.
A falunak 1857-ben 127, 1910-ben 228 lakosa volt. A trianoni békeszerződésig Varasd vármegye Ivaneci járáshoz tartozott. 2001-ben 55 háztartása és 161 lakosa volt.

## Nevezetességei
- Szent Bertalan apostol tiszteletére szentelt plébániatemploma[2] 1641-ben épült barokk stílusban. A templom egyhajós épület, hossza 29 méter, szélessége 9 méter, magassága 10 méter. Homlokzata felett magasodik a 32 méteres harangtorony, a szentély jobb oldalához pedig sekrestye csatlakozik. Belseje barokk-klasszicista stílusú. Főoltára és a Szűz Mária-oltár 1799-ben, a Szent Kereszt-oltár 1803-ban készült. A Szent Donát-oltárt 1786-ban építették, Szent Donát szobrát Matija Gallo ptuji szobrászművész készítette. A szószék 1786-ban, a keresztelő medence 1816-ban készült. Orgonáját 1844-ben Petter Ignác varasdi műhelyében építették. A templom mai tornya 1850-ben épült, ekkor nyerte el a templom mai külső formáját. A régi Mindenszentek plébániatemplomot 1726-ban bontották le, a mai sekrestye helyén állt. Tornya egészen 1823-ig állt, ekkor azt is lebontották. Az 1639-es egyházi vizitáció szerint a régi templom reneszánsz, vagy romantikus stílusú kupolás épület volt, falaiban öt nagyméretű félkörös fülkével, melyek közül egyik a sekrestye volt. Boltozata itáliai hatást tükrözött. A mai templom műkincsei közül egy 17. századi kehely és cibórium méltó említésre.
- A Szent Ilona-kápolna szentélyét Ivan Ranger pálos festőművész festette 1751-ben. Mellékoltárain F. Puchner grazi festőművész 1843-ban készített alkotásai láthatók. A kórus oszlopai is gazdagon díszítettek és festettek. A kápolnának is van egy kis rokokó stílusú orgonája, szekrénye 1751-ben, kelyhe 1672-ben, füstölője a 18. században készült. 1939-ben a kápolnához harangtornyot építettek.
- A plébánia 18. századi épülete.
- A temetőben álló Szent Tamás-kápolnát[3] Tomo Kramarić plébános emeltette 1867-ben. Egyszerű épület, téglalap alakú alaprajza apszissal. A késő barokk-klasszicista időszak kisebb szakrális épületeinek hagyományai szerint épült. A szentélyben egy egyszerű, klasszicista kompozícióból álló kisméretű faoltár található, közepén feszülettel, oldalain pedig Szent József és Szent Rókus szobraival, valamint a hitetlen Tamás apostolt ábrázoló oltárképével. A szentély déli falába a kápolna építtetőjének Tomo Kramarić kamenicai plébános sírkövét építették be.
- Kamenica várának romjai[4] a templom feletti dombon találhatók. A vár a 13. században épült és 1463-ban már rom volt. A lerombolásának oka ismeretlen, de tekintettel arra, hogy nem ez volt az egyetlen lerombolt vár a Cilleiek irányította Zagorjében, valószínűnek tűnik az a magyarázat, hogy a Cilleieknek értelmetlen és célszerűtlen volt annyi várat fenntartaniuk. Ezért a katonai követelményeknek megfelelően, jó néhányat, köztük Kamenicát is leromboltatták közülük. A vár legjobban fennmaradt része az alsó, ötszögletű torony, mely a lepoglavai síkon átvezető utat felügyelte. Még láthatók e kicsiny várat övező egykori védőárkok nyomai is.
- Gradište régészeti lelőhely.
- A régi iskola épülete